# Josh Radnor
Joshua Thomas Josh Radnor (ur. 29 lipca 1974 w Columbus) – amerykański aktor telewizyjny, teatralny i filmowy, także reżyser, producent filmowy i scenarzysta.

## Życiorys

### Wczesne lata
Urodził się w Columbus w Ohio w konserwatywnej rodzinie żydowskiej Carol Radnor (z domu Hirsch), doradcy zawodowego szkoły średniej, i Alana Radnora, prawnika błędów medycznych.
Wychowywał się w Bexley w Ohio z dwiema siostrami, Melanie i Joanną. Brał udział w zajęciach judaistycznej szkoły Columbus Torah Academy. Uczęszczał do Bexley High School w Columbus. W 1996 ukończył wydział teatralny w Kenyon College w Gambier, gdzie przyznano mu nagrodę im. Paula Newmana. Wiosną 1995 spędził semestr na praktyce w Eugene O’Neill Theater Center w Waterford. W 1997 uczęszczał do Livnot U'Lehibanot w Safed. W 1999 zdobył tytuł magistra sztuk pięknych w Tisch School of the Arts działającej przy New York University w Nowym Jorku.

### Kariera
W 2001 trafił do sitcomu The WB Luz we dwóch (Off Centre) z Eddie Kaye Thomasem. W 2002 zadebiutował na Broadwayu jako Benjamin Braddock w wersji scenicznej dramatu Absolwent wg powieści Charlesa Webba, zastępując Jasona Biggsa, u boku Kathleen Turner i Alicii Silverstone. W 2004 wystąpił w podwójnej roli Sama Arlena i młodego Sandy w The Paris Letter w Kirk Douglas Theater z Neilem Patrickiem Harrisem. Stał się rozpoznawalny jako Ted Mosby w sitcomie CBS Jak poznałem waszą matkę (How I Met Your Mother, 2005–2014). 
W lipcu 2008 wystąpił w premierowym spektaklu Finks, w 2011 jako Georg Nowack w musicalu She Loves Me z muzyką Jerry’ego Bocka i librettem Sheldona Harnicka. W nominowanej do Tony Award sztuce Disgraced (2014–2015) na scenie Lyceum Theatre wcielił się w rolę Isaaca.
W październiku 2016 wspólnie z australijskim muzykiem Benem Lee nagrał debiutancki album studyjny, zatytułowany Love songs for God & Women, który został wydany w 2019 pod szyldem Radnor & Lee.

## Filmografia

### Filmy fabularne
- 2001: To nie jest kolejna komedia dla kretynów (Not Another Teen Movie) jako przewodnik
- 2010: SzczęścieDziękujęProszęWięcej (Happythankyoumoreplease) jako Sam Wexler (także scenarzysta i reżyser)
- 2012: Sztuki wyzwolone (Liberal Arts) jako Jesse Fisher
- 2013: Popołudniowa igraszka (Afternoon Delight) jako Jeff
- 2013: The Galapagos Affair jako John Garth (głos)
- 2016: The Seeker jako ojciec

### Seriale TV
- 2000: Witamy w Nowym Jorku (Welcome to New York) jako Doug
- 2002: Prawo i porządek (Law & Order) jako Robert Kitson
- 2002: Proces (The Court) jako Dylan Hirsch
- 2003: Ostry dyżur (ER) jako Keith
- 2003: Sześć stóp pod ziemią (Six Feet Under) jako Will Jaffe
- 2003: Mów mi swatka (Miss Match) jako Andrew
- 2005: Potyczki Amy (Judging Amy) jako Justin Barr
- 2005-2014: Jak poznałem waszą matkę (How I Met Your Mother) jako Ted Mosby
- 2007–2009: Family Guy (Głowa rodziny) jako Ted (głos)
- 2016–2017: Mercy Street jako Jedediah Foster
- 2018: Podnieś głos (Rise) jako Lou Mazzuchelli
- 2018: Chirurdzy (Grey’s Anatomy) jako John
- od 2020: Hunters jako Loony Flash